# John Updike
Œuvres principales
- Cycle Rabbit Angstrom (tétralogie, 1960-1990)

John Hoyer Updike, né le 18 mars 1932 à Reading (Pennsylvanie) et mort le  27 janvier 2009 à Beverly Farms (Massachusetts), est un écrivain américain, auteur de romans, de nouvelles, de poésie et d'essais critiques sur l'art et la littérature. Après avoir accédé à la notoriété internationale avec son roman Le Centaure en 1963 (National Book Award), il rencontre un très grand succès public et critique avec sa tétralogie sur le personnage de Harry « Rabbit » Angstrom : Cœur de lièvre, Rabbit rattrapé, Rabbit est riche et Rabbit en paix, ces deux derniers volumes ayant chacun reçu le prix Pulitzer. John Updike est l'auteur de vingt-six romans et de centaines de nouvelles, de chroniques et de poèmes, travaux publiés en particulier régulièrement dans le New Yorker et la New York Review of Books, et qui ont donné lieu à plusieurs recueils. Il dépeint l'Amérique des petites villes, protestantes et bourgeoises, et accorde une importance récurrente aux thèmes universels du sexe, de la foi, de la mort, et à leurs entrelacements. Son œuvre abondante et variée, quoique souvent considérée comme inégale, vaut à John Updike d'être considéré comme l'un des écrivains américains les plus importants du XXe siècle.

## Biographie et carrière
John Updike est le fils de l'écrivaine Linda Grace Hoyer Updike et de Wesley Russell Updike, professeur de mathématiques dans le secondaire. Il grandit à Shillington jusqu'à l'âge de onze ans, puis à Plowville (en) (comté de Berks). Là, il commence à s'intéresser à la littérature et au métier même d'écrivain en regardant sa mère au travail : « L'un de mes premiers souvenirs est de la voir à son bureau. Je contemplais le matériel de l'écrivain, le ruban effaceur pour la machine à écrire, les rames de papier vierge. Et je me souviens des enveloppes brunes dans lesquelles les récits étaient envoyés, et dans lesquelles ils revenaient. » Ayant achevé son enseignement secondaire à Shillington en 1950, John Updike entre à l'université Harvard. Il en sort diplômé de premier cycle summa cum laude en 1954, mais aussi marié (depuis 1953) à Mary Pennington, diplômée de Radcliffe. John Updike aura également dirigé la publication du Harvard Lampoon. Intéressé par l'art, il poursuit ses études à la Ruskin School, à Oxford. Après un an, en 1955, il rentre aux États-Unis où il rejoint l'équipe du New Yorker. Sa fille Elizabeth naît en 1955, suivie de David en 1957, Michael en 1959 et Miranda en 1960.
À Ipswich (Massachusetts), où il vit à partir de 1957, John Updike achève ses premières œuvres de fiction, un premier roman qu'il préfère ne pas publier (Home, 1957) et des poèmes et nouvelles. Il publie d'ailleurs d'abord de la poésie (The Carpentered Hen, 1958), avant son premier roman publié, The Poorhouse Fair (Jour de fête à l'hospice, 1959). Le premier volet de la série Rabbit Angstrom, Rabbit, Run (Cœur de lièvre) paraît l'année suivante, et en 1963 la carrière de John Updike est définitivement lancée avec The Centaur (Le Centaure) qui remporte le National Book Award. À 32 ans, il est également élu membre du National Institute of Arts and Letters. En 1968, le scandale causé par la publication de Couples, dont le thème est l'adultère, lui vaut la couverture de Time.

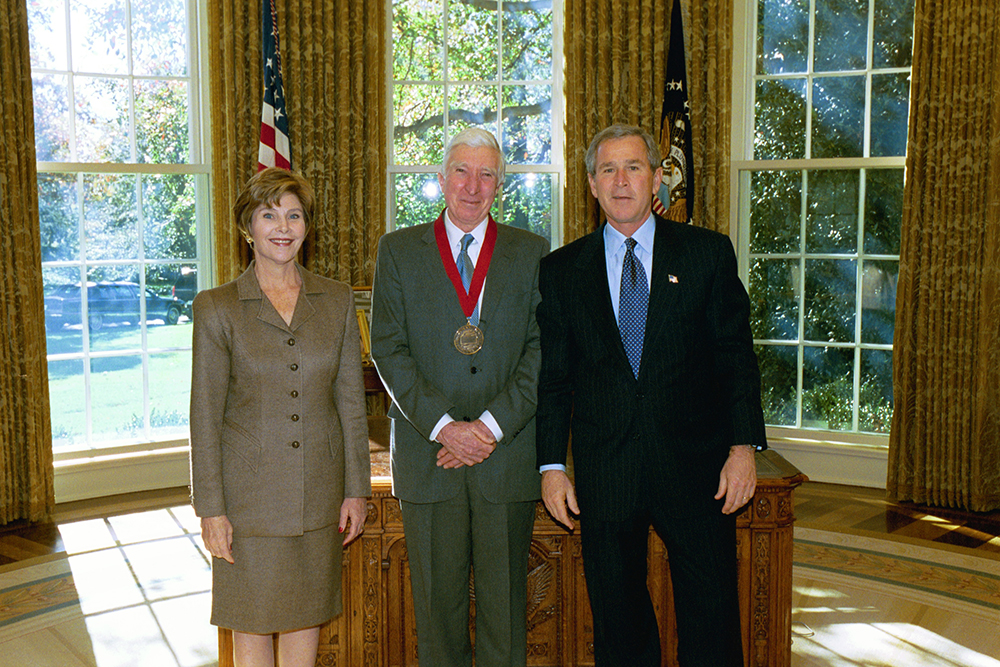
John Updike avec le couple Bush en 2003 lors de la remise de sa National Humanities Medal.

John Updike poursuit sur cette exploration des thèmes intimes dans les années 1970, avec Rabbit Redux (Rabbit rattrapé, 1971) ou encore Marry Me (Épouse-moi, 1976), influencés par sa vie personnelle (séparation en 1974, divorce en 1976 et remariage avec Martha Bernhard en 1977). En 1978, The Coup (Le Putsch) rompt avec les thèmes familiers d'Updike, en s'attachant à décrire le fonctionnement d'une dictature africaine. Mais c'est en revenant à son personnage de Rabbit en 1981 dans Rabbit Is Rich (Rabbit est riche) qu'il renoue véritablement avec le succès en remportant trois des prix littéraires américains les plus prestigieux : le Pulitzer, les American Book Awards et le National Book Critics Circle Award. Ses livres rencontrent dès lors presque tous le succès, comme l'essai Hugging The Shore (Navigation littéraire, 1983), le roman The Witches of Eastwick (Les Sorcières d'Eastwick, 1984) adapté au grand écran avec Jack Nicholson, ou Roger's Version (Ce que pensait Roger, 1986).
John Updike remporte de nouveau le Prix Pulitzer pour le dernier volume de la tétralogie Rabbit, Rabbit at Rest (Rabbit en paix, 1990). Il continue d'explorer de nouveaux terrains en s'essayant notamment à la science-fiction dans Toward the End of Time (Aux confins du temps, 1997). Il garde intacte sa capacité à explorer l'identité américaine comme dans Terrorist publié après le traumatisme des attentats du 11 septembre (Terroriste, 2006). Dans son dernier roman publié, The Widows of Eastwick (Les Veuves d'Eastwick, 2008), il revient après plus de vingt ans aux sorcières d'Eastwick, qui restent l'un de ses principaux succès.
John Updike meurt le 27 janvier 2009, des suites d'un cancer du poumon, à l'âge de 76 ans. Certains des plus grands écrivains contemporains lui rendent hommage comme Philip Roth, Richard Ford, Martin Amis, Ian McEwan, Joyce Carol Oates ou Erica Wagner.

## Œuvre littéraire
« Je pourrais écrire des pubs pour les déodorants ou des étiquettes pour les bouteilles de ketchup, s'il le fallait. Le miracle qui consiste à transformer des idées en pensées, et des pensées en mots, et de donner vie aux mots par le métal et l'encre d'imprimerie, ne perd jamais de sa force pour moi. »

Sa grande versatilité, son aisance de la critique à la fiction, de la poésie à la prose, de la nouvelle au roman, vaut à John Updike d'être souvent qualifié comme un humaniste, un authentique « homme de lettres », peut-être le seul véritable de son temps,. Certains thèmes récurrents sont cependant plus spécifiquement associés à son œuvre.

### Peintre du quotidien et de la classe moyenne
Sans doute la partie la plus connue de la production de John Updike, les quatre romans du cycle Rabbit Angstrom traitent de la vie de ce dernier, basketteur à la retraite enfermé dans une vie détestable de vendeur d'automobiles, et dans un mariage dépourvu d'amour. Publiés à intervalles réguliers de dix ans environ, entre 1960 et 1990, les quatre volumes suivent également le personnage à l'époque de l'écriture, à travers trois décennies complètes. Cette tétralogie conçue avec une ambition de cohérence globale traite de la vie de cet américain moyen avec humour et ironie, tout en révélant le profond sens éthique et religieux de son auteur. Updike admettait s'intéresser particulièrement à cet univers : « Mon sujet, c'est la classe moyenne américaine et protestante des petites villes. J'aime le milieu. C'est au milieu que les extrêmes s'entrechoquent, que l'ambiguïté ne cesse de régner. »
Ces thèmes de la vie quotidienne de la classe moyenne, dans les quartiers résidentiels de l'Amérique contemporaine, se retrouvent dans la plupart des autres romans de John Updike, et dans nombre de ses nouvelles, que ce soit avec l'adultère (Les Quatre faces d'une histoire, Épouse-moi, Couples et plus récemment Villages) ou l'évocation très provinciale (et souvent partiellement autobiographique) de la Pennsylvanie (Les Plumes du pigeon, Le Centaure, La Ferme).
Autre personnage récurrent, Henry Bech est à la fois l'alter ego et l'opposé de John Updike. Au centre d'un recueil de nouvelles publié en 1970 (Bech voyage), cet écrivain juif, solitaire, vaniteux, atteint de blocage chronique, est également au centre des romans Bech est de retour (1984) et Bech aux abois (2002). L'influence de Vladimir Nabokov, fréquente chez Updike, est la plus évidente en ce qui concerne Bech, apparenté au Humbert Humbert de Lolita.
Enfin, le thème de la religion est présent dans beaucoup de ses récits, dès Jour de fête à l'hospice, son premier roman (1959). L'exemple le plus remarquable demeure cependant Dans la splendeur des lis (1996), saga familiale s'étendant sur quatre générations et quatre-vingts ans, nourrie de questionnements religieux, spirituels et existentiels sur l'individu et la société contemporaine, qui en font l'un de ses romans les plus ambitieux.

### Autres explorations romanesques
Régulièrement, John Updike a montré le besoin de sortir de ce rôle de chroniqueur de la vie quotidienne américaine. Une première fois dès 1975 dans Un mois de dimanches qui raconte sur un ton volontairement provocateur les penchants charnels d'un prêtre, un récit qui rappelle La Lettre écarlate de Nathaniel Hawthorne, une référence retrouvée dans Ce que pensait Roger (1986) et S (1988), charge contre le féminisme.
Hormis ces tentatives diversement appréciées, Le Putsch (1978) évoque la vie du dictateur d'un pays africain imaginaire, Les Sorcières d'Eastwick (1984) met en scène des héroïnes aux pouvoirs surnaturels, Brésil transpose l'histoire de Tristan et Iseut dans le Rio de Janeiro contemporain, et Tu chercheras mon visage (2002) se veut une improvisation sur Jackson Pollock et sa vie. En 1997, Aux confins du temps se situe en 2020, après une guerre nucléaire entre les États-Unis et la Chine.
Enfin, on peut rattacher certaines productions d'Updike au courant post-moderne. C'est par exemple le cas de La Parfaite Épouse (1992) qui mêle les souvenirs personnels d'un historien, ses travaux sur James Buchanan, et ses souvenirs du mandat de Gerald Ford. On peut aussi évoquer Gertrude et Claudius (2000), inspiré du Hamlet de Shakespeare.
Comme on le voit enfin (Brésil, Gertrude et Claudius), le recyclage de récits mythiques ou universels est un procédé fréquent chez Updike, que l'on remarque dès Le Centaure (1963).

### Poésie
Peut-être la partie la moins connue de son œuvre, la poésie de John Updike traite des mêmes thèmes importants que ses romans, comme l'enfance, la religion ou la mort. Quoique cette production ait été constante et importante, depuis 1953, et que certains poèmes aient connu un succès indéniable, comme Ex-Basketball Player (1957), la poésie d'Updike est considérée comme penchant vers la poésie légère, de son aveu même,.

### Essais
La très grande productivité de John Updike dans la critique littéraire se traduit par le volume des recueils, avec près de six cents pages pour La Vie littéraire (1975) et près de mille pages pour Navigation littéraire (1983), et autant pour Odd Jobs (1991) et pour More Matter (1999), ce qui le rapproche d'écrivains comme Joyce Carol Oates ou Anthony Burgess. Ses essais mêlent des pensées sur ses grands contemporains (Saul Bellow, Norman Mailer), des essais érudits sur des auteurs classiques (Herman Melville, Nathaniel Hawthorne), et d'autres tentatives variées.
D'autres thèmes sont au centre de certains essais, comme le sport, dans un célèbre article sur la fin de carrière du joueur de baseball Ted Williams, Hub Fans Bid Kid Adieu, paru dans le New Yorker en 1960, ou encore dans Rêves de golf (1996). L'art, en particulier l'art américain, est également une préoccupation majeure affichée par Updike, à travers de nombreux articles réunis dans deux importants recueils, Un simple regard (1989) et Still Looking: Essays on American Art (2005). Certaines faiblesses dans la connaissance et la réflexion ont cependant été relevées dans cette partie de son œuvre.
D'autres écrits ont une plus forte connotation autobiographique, en particulier Être soi à jamais (1989).

## Liste des œuvres et traductions françaises

### Fiction

#### Romans
Cycle Rabbit

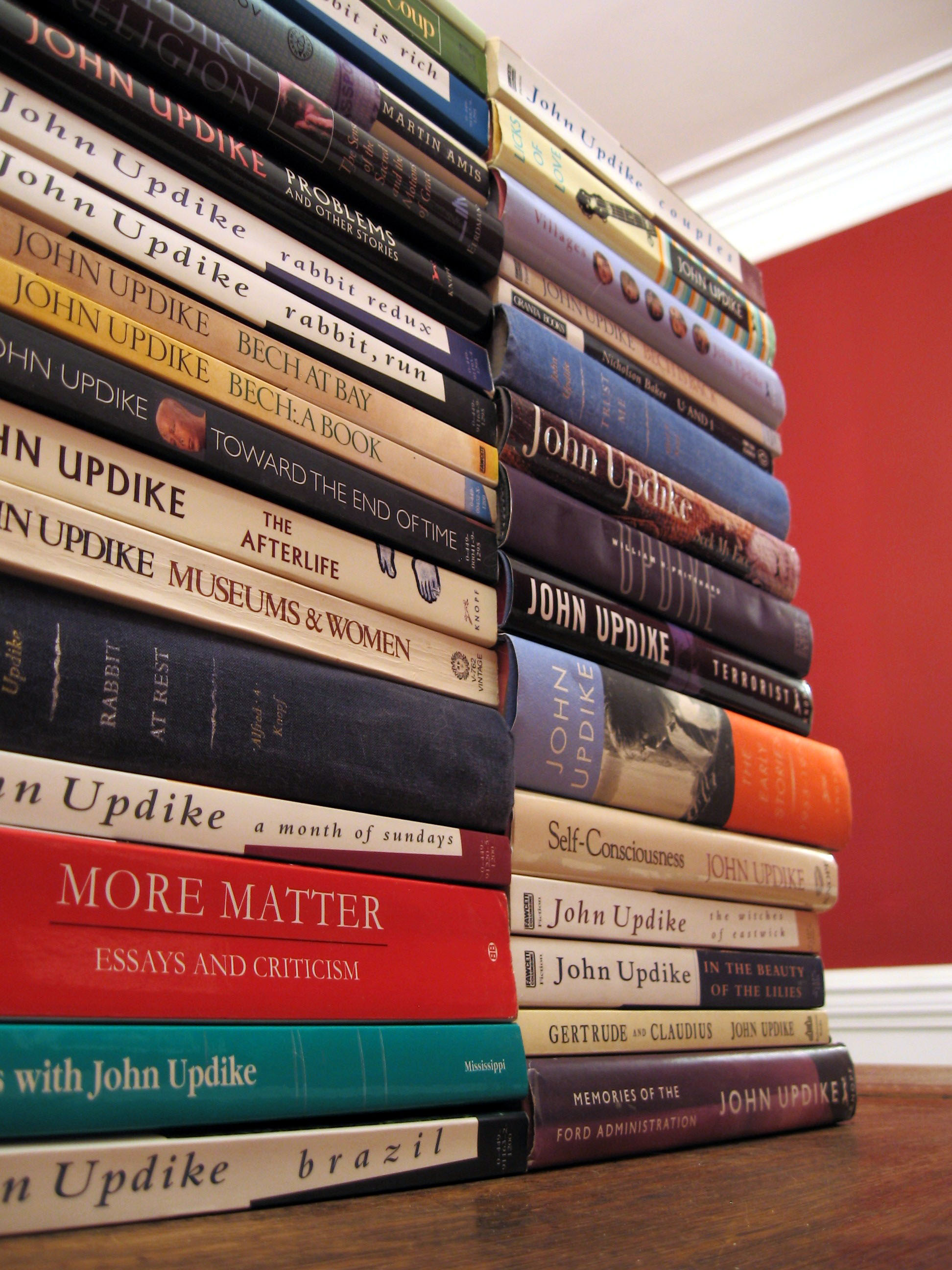
Les principaux livres de John Updike.

- 1960 : Rabbit, Run (Cœur de lièvre, trad. Jean Rosenthal, 1962).
- 1971 : Rabbit Redux (Rabbit rattrapé, trad. Georges Magnane, 1973).
- 1981 : Rabbit Is Rich (Rabbit est riche, trad. Maurice Rambaud, 1983).
- 1990 : Rabbit At Rest (Rabbit en paix, trad. Maurice Rambaud, 1993).
- 2001 : Rabbit Remembered (Souvenirs de Rabbit, 2002).

Cycle Bech
- 1970 : Bech, a Book (Bech voyage, trad. Georges Magnane, 1972).
- 1982 : Bech Is Back (Bech est de retour, trad. Maurice Rambaud, 1984).
- 1998 : Bech at Bay, « quasi-roman » (Bech aux abois, trad. Michèle Hechter, 2002).

Cycle Buchanan
- 1974 : Buchanan Dying, théâtre.
- 1992 : Memories of the Ford Administration, roman (La Parfaite Épouse, trad. Rémy Lambrechts, 1994).

Cycle de Eastwick
- 1984 : The Witches of Eastwick (Les Sorcières d'Eastwick, trad. Maurice Rambaud, 1986).
- 2008 : The Widows of Eastwick (Les Veuves d'Eastwick, trad. Claude Démanuelli et Jean Demanuelli, 2010).

Romans indépendants
- 1959 : The Poorhouse Fair (Jour de fête à l'hospice, trad. Alain Delahaye, 1979).
- 1963 : The Centaur (Le Centaure, trad. Laure Casseau, 1965).
- 1965 : Of the Farm (La Ferme, trad. Raphaël Noris, 1968).
- 1968 : Couples (Couples, trad, Anne-Marie Soulac, 1969).
- 1975 : A Month of Sundays (Un mois de dimanches, trad. Maurice Rambaud, 1977).
- 1976 : From The Journal of a Leper.
- 1976 : Marry Me (Épouse-moi, trad. Maurice Rambaud, 1978).
- 1978 : The Coup (Le Putsch, trad. Maurice Rambaud, 1980).
- 1986 : Roger's Version (Ce que pensait Roger, trad. Maurice Rambaud, 1988).
- 1988 : S. (S, trad. Maurice Rambaud, 1991).
- 1994 : Brazil (Brésil, trad. Michèle Hechter, 1996).
- 1996 : In the Beauty of the Lilies (Dans la splendeur des lis, trad. Michèle Hechter, 1998).
- 1997 : Toward the End of Time (Aux confins du temps, trad. Claude et Jean Demanuelli, 2000).
- 2000 : Gertrude and Claudius (Gertrude et Claudius, trad. Michèle Albaret-Maatsch, 2004).
- 2002 : Seek My Face (Tu chercheras mon visage, trad. Claude Demanuelli, 2006).
- 2004 : Villages (Villages, trad., 2009).
- 2006 : Terrorist (Terroriste, trad. Michèle Hechter, 2008).

#### Recueils de nouvelles
- 1959 : The Same Door.
- 1961 : A & P.
- 1962 : Pigeon Feathers (Les Plumes du pigeon, trad. Jean Rosenthal, 1964).
- 1964 : Olinger Stories (choix de nouvelles).
- 1966 : The Music School (Les Quatre Faces d'une histoire, trad. Adriana R. Salem et Patrick Reumaux, 1971).
- 1972 : Museums and Women and other stories (Des musées et des femmes et autres nouvelles, trad. Georges Magnane, 1975).
- 1979 : Problems (La Concubine de saint Augustin, trad. Georges Magnane, 1981).
- 1979 : Too Far to Go, nouvelles liées, sur une même famille (Trop loin : Les Maple, trad. Suzanne Mayoux et Georges Magnane, 1986).
- 1987 : Trust Me (Confiance, confiance, trad. Maurice Rambaud, 1989).
- 1994 : The Afterlife (L'après-vie, trad. Michèle Hechter, 1997).
- 2000 : The Best American Short Stories of the Century, éditeur.
- 2001 : Licks of Love (Solos d'amour, trad. Michèle Hechter, 2005).
- 2003 : The Early Stories: 1953-1975.
- 2009 : My Father's Tears and Other Stories (Les Larmes de mon père, trad. Michèle Hechter, 2011).

### Poésie
- 1957 : Ex-Basketball Player.
- 1958 : The Carpentered Hen.
- 1963 : Telephone Poles.
- 1969 : Midpoint.
- 1969 : Dance of the Solids.
- 1977 : Tossing and Turning.
- 1985 : Facing Nature (La Condition naturelle, trad. Alain Suied, 1988).
- 1993 : Collected Poems 1953-1993.
- 2001 : Americana: and Other Poems.

### Essais
- 1965 : Assorted Prose.
- 1975 : Picked-Up Pieces (La Vie littéraire, trad. Jean Malignon, 1979).
- 1983 : Hugging the Shore (Navigation littéraire, trad. Daria Olivier, 1986).
- 1989 : Self-Consciousness: Memoirs (Être soi à jamais, trad. Mirèse Akar, 1992).
- 1989 : Just Looking (Un simple regard, trad. Brice Matthieussent, 1990).
- 1991 : Odd Jobs.
- 1996 : Golf Dreams: Writings on Golf (Rêves de golf, trad. Hugues Leroy, 1997).
- 1999 : More Matter.
- 2005 : Still Looking: Essays on American Art.
- 2007 : Due Considerations: Essays and Criticism.
- 2011 : (en) Christopher Carduff (rédacteur), Higher Gossip : Essays and Criticism, Londres, Hamish Hamilton (en), 2012, 501 p. (ISBN 978-0-241-14552-4, présentation en ligne, lire en ligne ).

## Distinctions

### Prix littéraires
John Updike a reçu de nombreuses récompenses au long de sa carrière. Cette liste est une sélection. Souvent évoqué comme possible lauréat du prix Nobel de littérature, le fait qu'il ne l'aie jamais remporté est souvent évoqué comme une injustice par de nombreux acteurs de la vie littéraire.
- 1954 : Prix Bowdoin (en) ;
- 1964 : National Book Award dans la catégorie Fiction pour Le Centaure[23] ;
- 1966 : O. Henry Award pour The Bulgarian Poetess ;
- 1981 : National Book Critics Circle Award (fiction) pour Rabbit Is Rich (Rabbit est riche) ;
- 1982 : Prix Pulitzer de la fiction pour Rabbit Is Rich (Rabbit est riche) ;
- 1982 : American Book Award pour Rabbit Is Rich (Rabbit est riche) ;
- 1984 : National Book Critics Circle Award (criticism) pour (Navigation littéraire) ;
- 1987 : Prix littéraire de l'Université de Saint-Louis (en) ;
- 1987 : Prix Helmerich (en) ;
- 1988 : PEN/Malamud Award (en) ;
- 1991 : Prix Pulitzer de la fiction pour Rabbit at Rest (Rabbit en paix) ;
- 1991 : O. Henry Award pour A Sandstone Farmhouse ;
- 1995 : Médaille William Dean Howells de l'American Academy of Arts and Letters pour Rabbit At Rest ;
- 1996 : Ambassador Book Award pour In the Beauty of the Lilies (Dans la splendeur des lis) ;
- 1998 : Medal of Distinguished Contribution to American Letters de la National Book Foundation ;
- 2004 : PEN/Faulkner Award (fiction) pour The Early Stories: 1953-1975 ;
- 2006 : Rea Award de la catégorie nouvelle.

### Nominations
- 1960 : National Book Award for Fiction (en) pour The Poorhouse Fair (Jour de fête à l'hospice) ;
- 1961 : National Book Award for Fiction (en) pour Rabbit, Run (Cœur de lièvre) ;
- 1963 : National Book Award for Fiction (en) pour Pigeon Feathers and Other Stories ;
- 1971 : National Book Award for Fiction (en) pour Bech, a Book (Bech voyage) ;
- 1971 : National Book Award for Fiction (en) pour Rabbit Redux (Rabbit rattrapé) ;
- 1988 : Prix Hugo de la meilleure présentation dramatique pour le film Les Sorcières d'Eastwick (film) adapté du roman Les Sorcières d'Eastwick ;
- 2005 : Prix international Man-Booker.

### Décorations
- National Medal of Arts en 1989 ;
- Common Wealth Award of Distinguished Service (en) en 1993 ;
- Commandeur de l'ordre des Arts et des Lettres en 1995[24] ;
- National Humanities Medal en 2003.

### Honneurs
- 1992 : Docteur ès lettres honoris causa de l'Université Harvard[25] ;
- 1993 : Juge du Prix Glascock (en) ;
- 2008 : Leçon d'honneur Jefferson (en). Le titre de la leçon est The Clarity of Things: What Is American about American Art ;
- John Updike a reçu un minimum de quartorze doctorat honoris causa[26].